# Lori McCoy-Bell
Lori McCoy-Bell (* 20. Jahrhundert als Lori McCoy) ist eine US-amerikanische Hairstylistin.

## Leben
Lori McCoy-Bell arbeitete seit 1994 als Hairstylistin an über 90 Filmen. Unter anderem war sie persönliche Hairstylistin von Bradley Cooper an verschiedenen Filmprojekten. Für ihre Arbeit an Maestro (2023), für den sie Bradley Cooper, der bei dem Film auch produzierte und Regie führte, in der Rolle als Leonard Bernstein frisierte, erhielt sie eine Oscar-Nominierung. Für 3 Engel für Charlie erhielt sie einen Award der Hollywood Makeup Artist and Hair Stylist Guild.
2014 erhielt sie einen BAFTA zusammen mit Evelyne Noraz für das Beste Make-up und Haar beim Film American Hustle. Daneben war sie 2018 als Hairstylistin von Westworld für die Folge Akane No Mai zuständig und erhielt dafür einen Emmy.

## Filmografie (Auswahl)
- 1994: Mike & Maty (Fernsehserie)
- 1998: The Big Lebowski
- 1999: Ungeküsst (Never Been Kissed)
- 2000: 3 Engel für Charlie (Charlie’s Angels)
- 2001: Donnie Darko
- 2001: A.I. – Künstliche Intelligenz (A.I.)
- 2014: American Hustle
- 2018: Westworld (Fernsehserie)
- 2018: A Star Is Born
- 2022: Amsterdam
- 2024: Maestro